# Discografia de Blind Lemon Jefferson

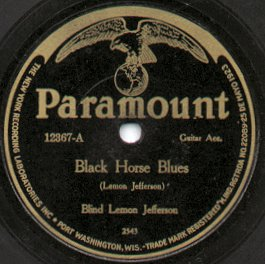
Paramount Records label, 1926, "Black Horse Blues" by Blind Lemon Jefferson. Scanned by Infrogmation (talk) from original in own collection. Mechanical reproduction of label published in 1920s with no notice of copyright; public domain by US law.

Essa é a discografia de Blind Lemon Jefferson, cantor, compositor e violonista de blues norte americano, nascido no Texas. Jefferson gravou 79 singles de 1925 até 1929, e todo seu material gravado foi lançado.

## Singles deGospel
| Year | Title                                 |
| ---- | ------------------------------------- |
| 1925 | "I Want to be Like Jesus in My Heart" |
| 1925 | "All I Want is That Pure Religion"    |
| 1927 | "He Rose From the Dead"               |
| 1927 | "Where Shall I Be?"                   |

## Singles deBlues
| Ano  | Título                                    |
| ---- | ----------------------------------------- |
| 1926 | "Got the Blues"                           |
| 1926 | "Long Lonesome Blues"                     |
| 1926 | "Booster Blues"                           |
| 1926 | "Dry Southern Blues"                      |
| 1926 | "Black Horse Blues"                       |
| 1926 | "Corinna Blues"                           |
| 1926 | "Got the Blues"                           |
| 1926 | "Jack O'Diamonds"                         |
| 1926 | "Chock House Blues"                       |
| 1926 | "Beggin' Back"                            |
| 1926 | "Old Rounders Blues"                      |
| 1926 | "Stocking Feet Blues"                     |
| 1926 | "Black Snake Moan"                        |
| 1926 | "Wartime Blues"                           |
| 1926 | "Shuckin' Sugar Blues"                    |
| 1926 | "Booger Rooger Blues"                     |
| 1926 | "Rabbit Foot Blues"                       |
| 1926 | "Bad Luck Blues"                          |
| 1927 | "Black Snake Moan (80523)"                |
| 1927 | "Match Box Blues"                         |
| 1927 | "Easy Rider Blues"                        |
| 1927 | "Rising High Water Blues"                 |
| 1927 | "Weary Dogs Blues"                        |
| 1927 | "Right Of Way Blues"                      |
| 1927 | "Teddy Bear Blues (Take 2)"               |
| 1927 | "Black Snake Dream Blues"                 |
| 1927 | "Hot Dogs"                                |
| 1927 | "Struck Sorrow Blues"                     |
| 1927 | "Rambler Blues"                           |
| 1927 | "Cinch Bug Blues"                         |
| 1927 | "Deceitful Brownskin Blues"               |
| 1927 | "Sunshine Special"                        |
| 1927 | "Gone Dead on Your Blues"                 |
| 1927 | "See That My Grave Is Kept Clean (20074)" |
| 1927 | "One Dime Blues"                          |
| 1927 | "Lonesome House Blues"                    |
| 1928 | "Penitentiary Blues"                      |
| 1928 | "'Lectric Chair Blues"                    |
| 1928 | "Worried Blues"                           |
| 1928 | "Mean Jumper Blues"                       |
| 1928 | "Balky Mule Blues"                        |
| 1928 | "Change My Luck Blues"                    |
| 1928 | "Prison Cell Blues"                       |
| 1928 | "Cannon Ball Moan"                        |
| 1928 | "Long Lastin' Lovin'"                     |
| 1928 | "Piney Woods Money Mama"                  |
| 1928 | "Low Down Mojo Blues"                     |
| 1928 | "Competition Bed Blues"                   |
| 1928 | "Lock Step Blues"                         |
| 1928 | "Hangman's Blues"                         |
| 1928 | "Sad News Blues"                          |
| 1928 | "How Long How Long"                       |
| 1928 | "Christmas Eve Blues"                     |
| 1928 | "Happy New Year Blues"                    |
| 1928 | "Maltese Cat Blues"                       |
| 1928 | "D.B. Blues"                              |
| 1929 | "Eagle Eyed Mama"                         |
| 1929 | "Dynamite Blues"                          |
| 1929 | "Disgusted Blues"                         |
| 1929 | "Peach Orchard Mama"                      |
| 1929 | "Oil Well Blues"                          |
| 1929 | "Tin Cup Blues"                           |
| 1929 | "Saturday Night Spender Blues"            |
| 1929 | "Black Snake Moan #2"                     |
| 1929 | "Bed Springs Blues"                       |
| 1929 | "Yo, Yo Blues"                            |
| 1929 | "Mosquito Moan"                           |
| 1929 | "Southern Woman Blues"                    |
| 1929 | "Bakershop Blues"                         |
| 1929 | "Pneumonia Blues"                         |
| 1929 | "Long Distance Moan"                      |
| 1929 | "That Crawlin' Baby Blues"                |
| 1929 | "Fence Breakin' Yellin' Blues"            |
| 1929 | "Cat Man Blues"                           |
| 1929 | "The Cheaters Spell"                      |
| 1929 | "Bootin' Me 'Bout"                        |